# Proyecto Conciencia Global
El Proyecto Conciencia Global o GCP (siglas en inglés de Global Consciousness Project) es un proyecto de parapsicología llevado a cabo desde 1998   en la Universidad de Princeton, en Estados Unidos, a lo largo de todo el mundo. Se pretende detectar mediante una red mundial informática la relación que pueda haber entre la consciencia colectiva (o inconsciente colectivo) y la realidad física. Fue concebido en 1979 por el decano de la Escuela de Ingeniería y Ciencia Aplicada de la Universidad de Princeton, Robert G. Jahn, con la finalidad de estudiar científicamente la interacción entre la conciencia humana y los instrumentos mecánicos y físicos. En el proyecto han colaborado muchas universidades de países de todos los continentes.
En realidad y pese a la publicidad en ese sentido, no es un proyecto de la Universidad de Princenton, sino que fue iniciado por Roger Nelson, del Princeton Engineering Anomalies Research Lab (PEAR).